# MTV 90s
MTV 90s este un canal de televiziune muzicală internațională de la Paramount International Networks. Așa cum procedează și numele, canalul difuzează videoclipuri muzicale din anii 1990. MTV 90s a înlocuit MTV Rocks în Europa, la 5 octombrie 2020, ora 05:00 CET (ora 06:00 EET). Acest canal este disponibil în Europa, Orientul Mijlociu, Africa de Nord și Asia de Nord.

## Istorie

### Înainte de lansare
La data de 30 noiembrie 2004, VH1 Classic Europa a prezentat un program cu videoclipuri muzicale din anii 1990, Smells Like The 90s, după lansarea acelui canal. Din decembrie 2005, VH1 Classic Europe a prezentat programe tematice cu clipuri din anii 1990:
- The 90s Alternative - Videoclipuri alternative și obscure din anii 1990.
- The 90s Chilled - Laid back și chill-out clasice din anii 1990.
- The 90s Danced - Dans clasic și piese electronice din anii 1990.
- The 90s Partied - Hit-uri de partid din anii 1990.
- The 90s Popped - Muzică pop din anii 1990.
- The 90s Rocked - Muzică rock din anii 1990.
- The 90s Years - O selecție de videoclipuri muzicale dintr-un anumit an al anilor 1990.

La 1 iulie 2012, VH1 Classic Europe a anulat aceste programe. În aprilie 2015, VH1 Classic Europe a început un maraton de videoclipuri muzicale din anii '90 -"Nothing But The 90s". Pe 9 ianuarie 2018, un alt program a apărut pe VH1 Classic Europe -"90s Boys vs. 90s Girls. La sfârșitul lunii iunie 2018, VH1 Classic Europe a întrerupt "90s Boys vs 90s Girls", iar în luna septembrie a aceluiași an, "Nothing But The 90s" a fost, de asemenea, anulat. Ultima ediție a "Smells Like The 90s" a fost prezentată pe 19 septembrie 2020. Ultimul videoclip de pe melodiile anilor '90, care a fost prezentat pe VH1 Classic Europe a fost "Only Happy When It Rains" de Garbage.

### Canalul pop-up și lansarea
În perioada 27 mai - 24 iunie 2016, MTV 90s a fost difuzat într-un mod de testare care înlocuiește MTV Classic (luând în considerare anunțurile de MTV UK, publicitate britanică și teleshopping de la 03:00 la 06:00 GMT). Începând cu 5 octombrie 2020, canalul MTV 90 în modul complet a înlocuit MTV Rocks. Primul videoclip de pe MTV 90s a fost "I Will Always Love You" de Whitney Houston la ora 05:00 CET (ora 06:00 EET).
MTV 90s a înlocuit MTV Music 24 în Olanda pe 25 mai 2021. Pe 1 martie 2021 MTV 90s și-a extins aria de difuzare la Orient Mijlociu și Africaz de Nord prin intermediul BeIN Network.

## Format
De la lansarea sa, MTV 90s a fost de radiodifuziune în formatul canalului de muzică britanic Now 90s. Spre deosebire Now 90s, MTV 90s nu difuzează nici anunțuri, nici publicitate comercială.
De la lansare, MTV 90s difuzează în 16:9 SD. Transmisiunile majorității videoclipurilor muzicale filmate la 4:3 au fost adaptate cu pereți laterali negri pe ecran. Traducerea muzicii video se realizează astfel, în ce format a fost eliminat clipul.

## Programe difuzate în prezent
- "Ultimate 90s Playlist"
- "Mmm Bop! Perfect 90s Pop"
- "Saved by The 90s!"
- "Girl Power Hour"
- "Never Forget The 90s!"
- "This is How We Do 90s Hip Hop + RnB"
- "Alternative 90s Anthems"
- "Ain`t No Party like a 90s Party!"
- "90s Dance Anthems"
- "MTV 90s Top 50"
- "Non-Stop 90s Europop!"
- "This Is How We Do A 90s Houseparty!"
- "90s Mixtape!"
- "Boys Vs Girls: 90s Hits Battle!"
- "90s Biggest Ballads!"
- "It Takes Two: 90s Duets!"
- "Truly, Madly, Deeply... 90s Love!"
- "MTV's Sounds Of ....!" (1990-1999)

Top 50 și Top 40
- 90s Boys Vs Girls!
- 90s Dance Classics!
- 90s Girls!
- 90s Hip Hop & R'N'B!
- 90s Pop Hits!
- 90s Rocks Anthems!
- Best First Hits of the 90s!
- Biggest Voices of the 90s!
- Boybands Vs Girlbands!
- Heartbreak Hits of the 90s!
- Sing It Back 90s Karaoke Classics!
- Videos That Defined the 90s!
- 40 90s At The Movies!
- 40 90s Rocks!
- 40 90s Alternative Anthems!
- 40 90s Worldwide №.1s!
- Encore 40 Fois! 90s Eurodance Hits
- 40 Pop Hits Of The 90s!